# Зерноїд тропейровий
Зерноїд тропейровий (Sporophila beltoni) — вид горобцеподібних птахів родини саякових (Thraupidae). Ендемік Бразилії. Був визнаний окремим видом у 2013 році, до цього представників цього виду вважали сивими зерноїдами. 

## Таксономія
Вид названий на честь американського орнітолога Вільяма Белтона, який досліджував вокалізацію птахів штату Ріу-Гранді-ду-Сул. Українську назву тропейровий зерноїд отримав на честь шляху (ісп. Rota dos Tropeiros), яким у Бразилії погоничі переганяли худобу з XVIII по XX століття, і який збігається зі шляхом міграції птаха.

## Опис
Дорослий самець тропейрового зерноїда відрізняється від самця сивого зерноїда більшими розмірами і сизуватим, і не сірим забарвленням, а також жовтим забарвленням дзьоба і вокалізацією.

## Поширення і екологія
Тропейрові зерноїди гніздяться у гірських лісах бразилької араукарії та на луках в штатах Парана, Санта-Катарина і Ріу-Гранді-ду-Сул. Взимку вони мігрують до саван серрадо в штатах Гояс і Мінас-Жерайс. Вони зустрічаються на висоті від 650 до 950 м над рівнем моряю.

## Збереження
МСОП класифікує цей вид як вразливий. За оцінками дослідників, популяція тропейрових зерноїдів становить приблизно 9000 птахів. Їм загрожує знищення природного середовища.